# Werner Unger (Jurist)
Werner Unger (* 1941) war Professor für Zivilrecht an der Hochschule Kehl und bis 2005 Ko-Herausgeber des Landesteils Baden-Württemberg der Fachzeitschrift apf.

## Leben
Unger studierte Rechtswissenschaften an der Ruprecht-Karls-Universität Heidelberg, wo er 1970 zum Thema Markenlizenz und Kartellrecht promovierte. Von 1971 bis 1974 war Unger als Anwalt tätig, von 1974 bis 1976 an der Universität Regensburg. Im Jahre 1977 wurde Unger an die Hochschule Kehl berufen, wo er bis 2005 lehrte. Außerdem hielt er von 1991 bis 1999 an der Universität Straßburg Vorlesungen ab.

## Wirken
Ungers besonderes Interesse galt der innovativen Didaktik, u. a. im Bereich E-Learning. So nahm er zusammen mit Kay-Uwe Martens 2005 an einem Projekt mit dem Ziel teil, einen Livestream-Lehrfilm zum Thema Kaufrecht zu produzieren. Auch der interaktive BGB-Trainer juralink zählte zu Ungers Projekten. Darüber hinaus ist Unger federführend bei dem Projekt archiphon tätig.

## Schriften (Auswahl)
- Werner Unger: Allgemeines Schuldrecht. BoD, Norderstedt 2010. ISBN 978-3-8391-8115-7
- Werner Unger: Besonderes Schuldrecht. BoD, Norderstedt 2010. ISBN 978-3-8391-8124-9
- Werner Unger: Allgemeiner Teil (Workbook BGB, Bd. 1). IuraVista, München 2009. ISBN 978-3-9811947-2-2
- Werner Unger (Ko-Autor): Concept Maps – die Visualisierung juristischer Inhalte. In: Neues Handbuch Hochschullehre. Raabe, Berlin 2007. ISBN 3-8183-0206-5. Kapitel C 2.15, Seite 1–26.
- Werner Unger: Schuldrecht. Ettl & Unger, Kehl 2006. ISBN 978-3-9808311-4-7
- Werner Unger: Allgemeiner Teil, Deliktsrecht (Durchblick im BGB, Bd. 1). Juralink, Kehl 2006. ISBN 978-3-9808311-7-8
- Werner Unger: Schuldrecht. Unger, Kehl 2005. ISBN 3-9808311-1-6
- Werner Unger (Ko-Autor): Sachenrecht mit Mustern aus der Praxis. Ettl & Unger, Kehl 2004. ISBN 3-9808311-2-4
- Werner Unger (Ko-Autor): Familienrecht. Unger, Kehl 2001. ISBN 3-9805060-3-7
- Werner Unger: Markenlizenz und Kartellrecht. Heidelberg, Univ., Diss., 1970